# Weissia rostellata
Weissia rostellata là một loài Rêu trong họ Pottiaceae. Loài này được (Brid.) Lindb. miêu tả khoa học đầu tiên năm 1864.